# 剛果多鰭魚
剛果多鰭魚，俗名黃金恐龍王，為輻鰭魚綱多鰭魚目多鰭魚科的其中一種。

## 特徵
體延長，前部圓筒形，後部側扁。頭寬扁，眼上側位，下顎較為突出。體色灰色到棕色，體側具有7~9條黑色縱紋，魚體顏色會隨著環境改變深淺；腹部白色。側線鱗片46至52。背鰭硬棘12至15枚；腹鰭中後位。體長可達70公分左右，最大體長可達97公分。